# بلوط حريري

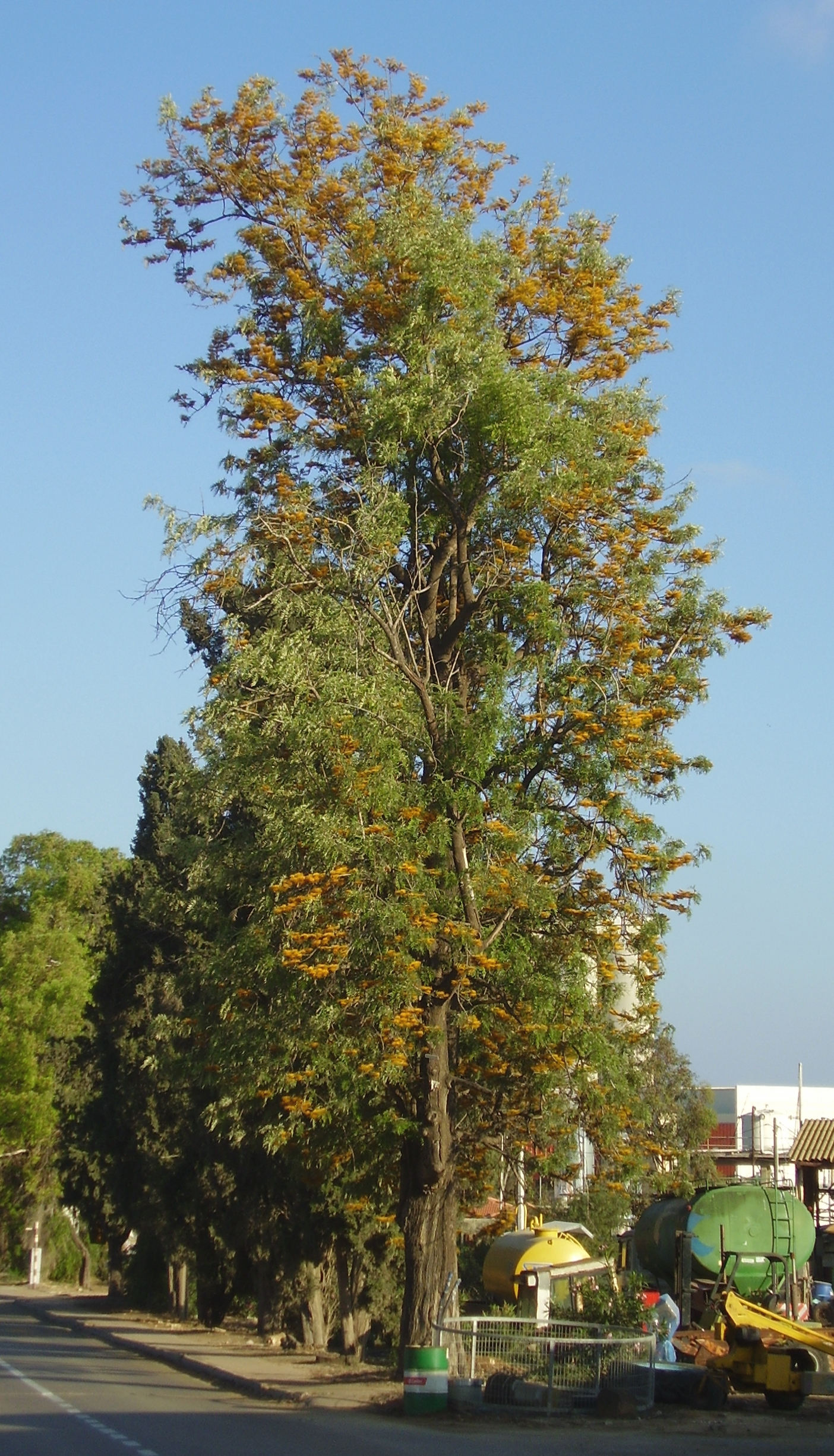

بلوط حريري (الاسم العلمي: Grevillea  robusta)، هو نبات ينتمي إلى بروطية (فصيلة: Proteaceae).